# Bruckhof (Eslarn)
Bruckhof ist ein Ortsteil des Marktes Eslarn im oberpfälzischen Landkreis Neustadt an der Waldnaab.

## Geographische Lage
Der Weiler Bruckhof liegt am Loisbach, etwa vier Kilometer nordwestlich von Eslarn. Der Loisbach entsteht aus dem Zusammenfluss von Ödbach und Lohgraben etwa zwei Kilometer südlich von Eslarn, er
fließt durch Eslarn und mündet etwa zehn Kilometer nordwestlich von Bruckhof bei der Hechtlmühle in die Pfreimd.
Die Nachbarorte von Bruckhof sind im Nordwesten Riedlhof und im Osten Thomasgschieß.

## Geschichte
Bruckhof lieferte an die 1920 errichtete keramische Fabrik in Eslarn Ton.
Zum Stichtag 23. März 1913 (Osterfest) wurde Bruckhof als Teil der Expositur Burkhardsrieth mit drei Häusern und 30 Einwohnern aufgeführt.
Am 31. Dezember 1990 hatte Bruckhof 34 Einwohner und gehörte zur Expositur Burkhardsrieth.